# Guntis Rēķis
Guntis Rēķis (* 3. November 1974 in Riga, Sowjetunion) ist ein lettischer Rennrodler.
Guntis Rēķis rodelt seit 1985. Seit 1997 gehört der Polizist aus Riga dem lettischen Nationalkader an. Er trat viermal bei Olympischen Winterspielen im Einzel an und belegte dabei die Plätze 17 (1998 in Nagano), 29 (2002 in Salt Lake City), 21 (2006 in Turin) und 26 (2010 in Vancouver). Mehrfach startete er bei weiteren Großereignissen. Bei den Weltmeisterschaften 2008 in Oberhof gewann er mit der lettischen Mannschaft die Bronzemedaille im Teamrennen. Bei den Weltmeisterschaften 2004 belegte er mit der Mannschaft den sechsten Platz. Seine besten Ergebnisse in Einzelrennen im Rennrodel-Weltcup meist auf seiner Heimbahn in Sigulda, so im letzten Rennen der Saison 2006/07 als Siebter, Saison 2007/08 als Sechster und Fünfter und schließlich Saison 2008/09 als Vierter. Noch besser konnte er sich nur als Dritter mit der lettischen Mannschaft bei den Teamwettbewerben in Winterberg und Sigulda in der Saison 2007/08 platzieren. Im Rennrodel-Challenge-Cup 2005/06 wurde Rēķis in der Gesamtwertung Zehnter.